# Eisten
Eisten é uma comuna da Suíça, no Cantão Valais, com cerca de 217 habitantes. Estende-se por uma área de 37,97 km², de densidade populacional de 7 hab/km².  Confina com as seguintes comunas: Grächen, Saas Balen, Sankt Niklaus, Simplon, Stalden, Staldenried, Visperterminen. 
A língua oficial nesta comuna é o Alemão.